# David Coverdale
David Coverdale, född 22 september 1951 i Saltburn-by-the-Sea i Redcar and Cleveland, North Yorkshire, är en brittisk sångare, mest känd som sångare i grupperna Whitesnake och Deep Purple. Han rekryterades till Deep Purple 1973 och medverkade på tre av gruppens studioalbum: Burn (1974), Stormbringer (1974) och Come Taste the Band (1975). Efter att gruppen upplöstes 1976 gav Coverdale ut två soloalbum, innan Whitesnake bildades 1978. Med sitt sjunde studioalbum, Whitesnake 1987, fick gruppen två topp 10-singlar på Billboard i USA, varav den ena, "Here I Go Again", blev etta.
År 1993 utgavs albumet Coverdale–Page, ett samarbete mellan Coverdale och den tidigare Led Zeppelin-gitarristen Jimmy Page. År 2016 blev Coverdale invald i Rock and Roll Hall of Fame and Museum som en av medlemmarna i Deep Purple.
David Coverdale utmärkte sig på 1970- och 1980-talet genom sin röst som hade en djup och fyllig ton. Han kompletterade ofta detta med falsettskrik, i synnerhet noterbart i låten "Still of the Night" (1987). På senare år har Coverdales röst dock fått ett än mer lägre register med en hesare och raspigare ton jämfört med tidigare.

## Bakgrund
Coverdale föddes den 22 september 1951 i Saltburn-by-the-Sea, North Riding of Yorkshire, England, son till Thomas Joseph Coverdale och Winnifred May (Roberts) Coverdale. Runt 14 års ålder började han uppträda professionellt och utveckla sin röst. "Jag tror inte att min röst hade gått sönder", förklarade han för Sounds 1974. "Och det var då jag först lärde mig att sjunga med magen, vilket låter dumt, men det är helt annorlunda än en vanlig röst." Coverdale började uppträda med lokala band Vintage 67 (1965–68), The Government (1968–72) och Fabulosa Brothers (1972–73).

## Karriär

### Deep Purple
År 1973 hade spänningarna mellan Deep Purples gitarrist Ritchie Blackmore och sångaren Ian Gillan föranlett en brytning dem emellan, och Gillan slutade i gruppen efter fyra studioalbum med bandet. I sökandet efter ny sångare letade Blackmore efter en mer traditionell blues-sångare, och vände först sin uppmärksamhet till Paul Rodgers från Free och Bad Company, men Rodgers var inte tillgänglig. Efter månader utan framsteg fick Purple ett auditionband av Coverdale. Deep Purple var till en början inte särskilt imponerad, men såg stor potential i Coverdales röst, som passade Blackmores kriterier. Coverdale rekryterades, tillsammans med basisten/sångaren Glenn Hughes och varefter gruppen spelade in plattorna Burn och Stormbringer. Blackmore blev emellertid missnöjd med de funk- och soulinfluenser Coverdale och Hughes inkluderade och lämnade bandet 1975. Bandet rekryterade Tommy Bolin och släppte Come Taste the Band, vars sound var renodlad funkrock. Både Hughes och Bolin led dock av allvarliga drogproblem, och efter en katastrofal turné splittrades bandet. Bolin avled av en överdos bara månader senare.

### Whitesnake
Whitesnake startade som ett projekt, men med gruppens växande popularitet i början av 1980-talet satsade man på ett bredare genombrott. Gruppen blev med skivan Whitesnake (1987) känd för en större publik och Coverdale blev stjärna på båda sidor av Atlanten. Coverdale har sedan 1990-talet släppt soloskivor samt turnerat med ett återförenat Whitesnake sedan 2003.

## Familjeliv
1974 gifte sig Coverdale med Julia Coverdale. Med henne har han dottern Jessica (född 1978). Coverdales andra äktenskap var med skådespelerskan Tawny Kitaen, känd för sina utmanande framträdanden i Whitesnakes musikvideor som "Here I Go Again", "Is This Love" och "Still of the Night". Äktenskapet varade mellan den 17 februari 1989 och april 1991. Sedan 1997 är Coverdale gift med Cindy, författare till en kokbok samt en bok med husförsäljningsknep med hjälp av feng shui. Tillsammans har de sonen Jasper (född 1996), som finns med på Whitesnakes senaste CD Forevermore och sjunger bakgrundssång på några spår. 
Vid en ceremoni i Reno den 1 mars 2007 blev Coverdale amerikansk medborgare, och har dubbla medborgarskap. Coverdale bor vid Lake Tahoe i Kalifornien.

## Diskografi
Studioalbum
- 1976 – White Snake
- 1977 – Northwinds
- 1993 – Coverdale–Page
- 2000 – Into the Light